# 増田採種場
株式会社増田採種場（ますださいしゅじょう）は、静岡県磐田市に本社を置く種苗会社である。1926年（昭和元年）創立。アブラナ科の品種開発を得意とし、日本で初めてケールの品種登録を行った。これまでに100種類以上の品種開発を行い、特にキャベツでは数々の農林水産大臣賞を受賞した。業界では、ケールとメキャベツを交配し開発したプチヴェールでも有名。

## 沿革
- 1926年（昭和元年） - 増田採種場として創業
- 1943年（昭和18年） - 増田こもち甘藍、増田早生・中生・晩生花やさい発表
- 1951年（昭和26年） - 種苗名称登録第32号増田こもち甘藍登録
- 1952年（昭和27年） - 増田黒葉中生甘藍発表
  - 第2回全日本そ菜原種審査会 甘藍の部 増田黒葉中生甘藍　農林大臣賞受賞
- 1955年（昭和30年） - 第4回全日本そ菜原種審査会 甘藍の部 増田黒葉中生甘藍　農林大臣賞受賞
- 1956年（昭和31年） - 第5回全日本そ菜原種審査会 甘藍の部 増田黒葉中生3号甘藍　農林大臣賞受賞
- 1970年（昭和45年） - 錦秋甘藍発表
- 1973年（昭和48年） - YR錦秋強力152甘藍発表
- 1975年（昭和50年） - YR錦秋強力152甘藍　農林大臣賞受賞（東京都）
- 1990年（平成2年） - プチヴェールの開発に成功
- 1994年（平成6年） - 品種登録　第4003号　キャベツノーワックス131登録
  - 品種登録　第4118号　ミニヴェール5号登録
- 1995年（平成7年） - 第45回全日本そ菜原種審査会 キャベツの部 YR緑波甘藍 農林水産大臣賞受賞
- 1996年（平成8年） - 品種登録　第5249号　ミニヴェール3号登録
- 1997年（平成9年） - 第48回全日本そ菜原種審査会 キャベツの部 YR大受甘藍 一等特別賞農産園芸局長賞受賞
- 1998年（平成10年） - 品種登録　第6145号　ミニヴェール6号登録
  - 品種登録　第6144号　カリフラワー遠州みどり花やさい登録
  - 第49回全日本そ菜原種審査会 キャベツの部 若女将（秋まき早生867号）甘藍 一等金賞受賞
- 2000年（平成12年） - 第51回全日本そ菜原種審査会 キャベツの部 YR春づくし甘藍一等生産局長賞受賞
- 2001年（平成13年） - JAS認定取得（財団法人自然農法国際研究開発センター認証番号2001F-38）
- 2005年（平成17年） - 品種登録　第12578号　ケール シューシーグリーン登録
- 2007年（平成19年） - グリーンジュース・プチヴェール緑茶・青汁アイス　いわたブランド認定
  - 県主催しずおかふるさと食品コンクールグリーンジュース（冷凍青汁）【県産業部長賞受賞】
- 2009年（平成21年） - 品種登録　第17701号　ケール カーボロリーフ グリーン登録
  - 品種登録　第17702号　ケール スウィートグリーン登録
  - 品種登録　第17703号　ケール キッチン登録
  - 品種登録　第17704号　ケール サンバカーニバル登録